# Marje (distrito)
Marje (em árabe: المرج‎; romaniz.: Marj; lit. "os Prados") é um distrito da Líbia. Criado em 1983, nas reformas daquele ano, foi abolido em 1987 e substituído por Fati. Foi recriado em 1998 e pelo censo de 2001, havia 93 171 residentes. Após a reforma de 2002, Marje possui zona costeira no mar Mediterrâneo e faz divisa no interior com Bengasi a oeste, Jabal Acdar a leste e Oásis ao sul. 
Segundo censo de 2012, sua população total era de 190 001 pessoas, das quais 187 692 eram líbios e 2 309 não-líbios. O tamanho médio das famílias líbias era 6.07, enquanto o tamanho médio das não-líbios era de 5.31. Há no total 36 693 famílias no distrito, com 36 215 sendo líbias e 478 não-líbias. Em 2012, aproximados 540 indivíduos morreram no distrito, dos quais 372 eram homens e 168 eram mulheres.